# Markus (Jerusalem)
Markus († 22. Oktober 156 in Jerusalem) war ein altkirchlicher Bischof von Jerusalem, das zu jener Zeit Aelia Capitolina hieß. Er war der erste Bischof von Jerusalem nach dem Ende des Bar-Kochba-Aufstandes und der erste Bischof von Jerusalem, der nicht aus dem Judentum stammte. Markus starb 156 unter Antoninus Pius als Märtyrer.
Sein Gedenktag in der lateinischen Kirche ist der 22. Oktober.